# Vụ đánh bom tự sát Lakki Marwat 2010
Vụ nổ bom tự sát tại Lakki Marwat năm 2010 là một vụ kích hỏa cảm tử diễn ra ngày 1 tháng 1, tại làng Shah Hasan Khel, Lakki Marwat, tại Tỉnh Biên giới Tây-Bắc của Pakistan. Ít nhất 105 người thiệt mạng và hơn 100 bị thương, trong đó có nhiều giới phê bình, khi kẻ đánh bom tự sát kích nổ chiếc xe SAV chở đầy chất nổ giữa đám đông đang xem trận đấu bóng chuyền. Đến ngày 3 tháng 1, đây là vụ đánh bom chết người nhất tại Pakistan kể từ vụ đánh bom Peshawar vào tháng 10 năm 2009.

## Tấn công
Vụ nổ bom đánh dấu sự khởi đầu đẫm máu của năm 2010 tại Pakistan, vốn đang phải đối phó với sự gia tăng trong hoạt động của thành phần Taliban những tháng gần đó để trả thù các cuộc hành quân của chính phủ nhằm triệt hạ các cứ địa phía Tây Bắc của họ. Vụ nổ ở làng Shah Hasan Khan trong huyện Bannu, nằm sát cứ địa Waziristan của Taliban. Chiếc xe phát nổ làm sập hơn 20 căn nhà, một số với cả gia đình ở bên trong. Hung thủ lái chiếc xe vận tải nhỏ, chở khoảng 270 ký lô thuốc nổ vào nơi có cuộc thi đấu và cho nổ ngay tại chỗ. Cuộc thi đấu bóng chuyền được một ủy ban hòa bình tổ chức, vốn ủng hộ cuộc hành quân của chính phủ nhằm đẩy phiến quân ra khỏi vùng này.

## Phản ứng
- : Tại Islamabad, thủ tướng Yousuf Raza Gilani lên án cuộc tấn công và nói giới hữu trách quyết tâm tiêu diệt khủng bố. "Cả nước quyết tâm chống lại khủng bố. Mục tiêu của họ là tạo sự bất ổn cho chính quyền, làm suy yếu luật pháp và tạo sự sợ hãi hoảng hốt. Chúng tôi có quyết tâm và khả năng để diệt trừ khủng bố> sự trợ giúp sẽ đến từ cộng đồng quốc tế."
- Hoa Kỳ: Bộ trưởng Ngoại giao Hillary Rodham Clinton đưa ra lời tuyên bố: "Hoa Kỳ kịch liệt lên án vụ tấn công khủng bố ngày hôm nay nhằm vào dân thường tại Pakistan, và gởi lời chia buồn đến các gia đình của các nạn nhân và tất cả người dân Pakistan.  Những người dân Pakistan đã thấy khủng bố nhằm vào trường, siêu thị, nhà thờ Hồi giáo, và bây giờ là một trận đấu bóng chuyền. Hoa Kỳ sẽ tiếp tục đứng với người dân của Pakistan trong nỗ lực của họ để hiển thị tương lai của họ không có sợ hãi và đe dọa, và sẽ hỗ trợ những nỗ lực của họ để chống lại bạo lực cực đoan và củng cố dân chủ."[10][11]
- Liên minh châu Âu: Đại diện cấp cao của Liên minh cho Ngoại giao và Chính sách An ninh, Catherine Ashton, lên án cuộc tấn công trong một tuyên bố: "Tôi bị sốc bởi những tin tức của [cuộc tấn công] bom tàn bạo tại một sự kiện thể thao ở Lakki Marwat làm thiệt mạng và bị thương một số lượng lớn thường dân vô tội [...] Trong thời điểm khó khăn, EU khẳng định hỗ trợ cho chính phủ và dân số của Pakistan."[12]
- Nga: Tổng thống Nga Dmitry Medvedev bày tỏ lời chia buồn của mình: "Tôi đã bị sốc để tìm hiểu về một tội ác mới cam kết bằng cách cực đoan - một hành động khủng bố đẫm máu trong một trận đấu bóng chuyền ở thị xã Lakki Marwat. Pakistan có thể dựa vào sự hỗ trợ của Nga và toàn bộ cộng đồng quốc tế trong cuộc chiến này. Chúng tôi không có nghi ngờ rằng các người tổ chức tội ác vô nhân đạo như vậy chắc chắn sẽ được tìm thấy và bị nghiêm trị."[13]
- Anh Quốc: Văn phòng Ngoại giao lên án "cuộc tấn công khủng khiếp này đã dẫn đến sự mất mát thừa vô ích quá nhiều sinh mạng".[14]
- México: Bộ Ngoại giao bày tỏ sự lên án mạnh mẽ cho các cuộc tấn công và sự đoàn kết của Mexico với chính quyền của đất nước.[15]
- Canada: Các bộ trưởng Ngoại giao Canada Lawrence Cannon nói "Canada cực lực lên án vụ tấn công này hèn nhát nhắm vào người Pakistan. Chúng tôi mở rộng cảm tình sâu sắc nhất của mình đến các gia đình và bạn bè của những người thiệt mạng và mong muốn phục hồi nhanh chóng cho những người bị thương."[16]